# Sumberjaya (Tambun Selatan)
Sumberjaya is een bestuurslaag in het regentschap Bekasi van de provincie West-Java, Indonesië. Sumberjaya telt 73.396 inwoners (volkstelling 2010).